# Busonia amentata
Busonia amentata är en insektsart som beskrevs av William Lucas Distant 1908. Busonia amentata ingår i släktet Busonia och familjen dvärgstritar. Inga underarter finns listade i Catalogue of Life.